# Praia de Utah
Utah (em inglês: Utah Beach), chamada comumente de Praia de Utah, foi o nome de código de um dos cinco setores de desembarque de praia do componente de assalto anfíbio da Operação Overlord ao território da França ocupada, em 6 de junho de 1944, durante a Segunda Guerra Mundial. Utah era a praia mais a oeste de todos os setores usados nos Desembarques da Normandia, na Península do Cotentin, a oeste dos rios Douve e Vire. Os desembarques em Utah foram feitos por tropas do exército dos Estados Unidos, apoiados por navios da marinha americana e da sua Guarda Costeira, com elementos também da Marinha Real Britânica, Canadense, Holandesa e de outras nações Aliadas.
O objetivo de conquistar o setor de Utah era assegurar uma cabeça de praia na costa mais ao norte da Península do Cotentin, próximo aos importantes portos de Cherbourg. O ataque anfíbio, encabeçado principalmente por soldados da 4ª Divisão de infantaria e do 70º Batalhão de blindados, era apoiado por inúmeras unidades de paraquedistas da 82ª e 101ª Divisões Aerotransportadas lançadas atrás da costa horas antes. O objetivo era isolar a entrada da península, evitando que os alemães reforçassem Cherbourg, permitindo que os americanos tomassem os portos rapidamente. Utah, junto com a Praia Sword no flanco leste, foi adicionada ao plano de invasão apenas em dezembro de 1943. Essas mudanças aumentaram a escala da operação e atrasou todo o planejamento em um mês para que mais homens e equipamentos pudessem ser levados a Inglaterra. As forças Aliadas atacando a Praia de Utah enfrentaram dois batalhões do 919º Regimento de granadeiros, parte da 709º Divisão de infantaria da Wehrmacht. Embora as defesas em toda a Normandia tivessem sido fortalecidas por ordens do marechal Erwin Rommel, no começo de outubro de 1943, as tropas que defendiam a área eram conscritos com equipamentos não muito bons.

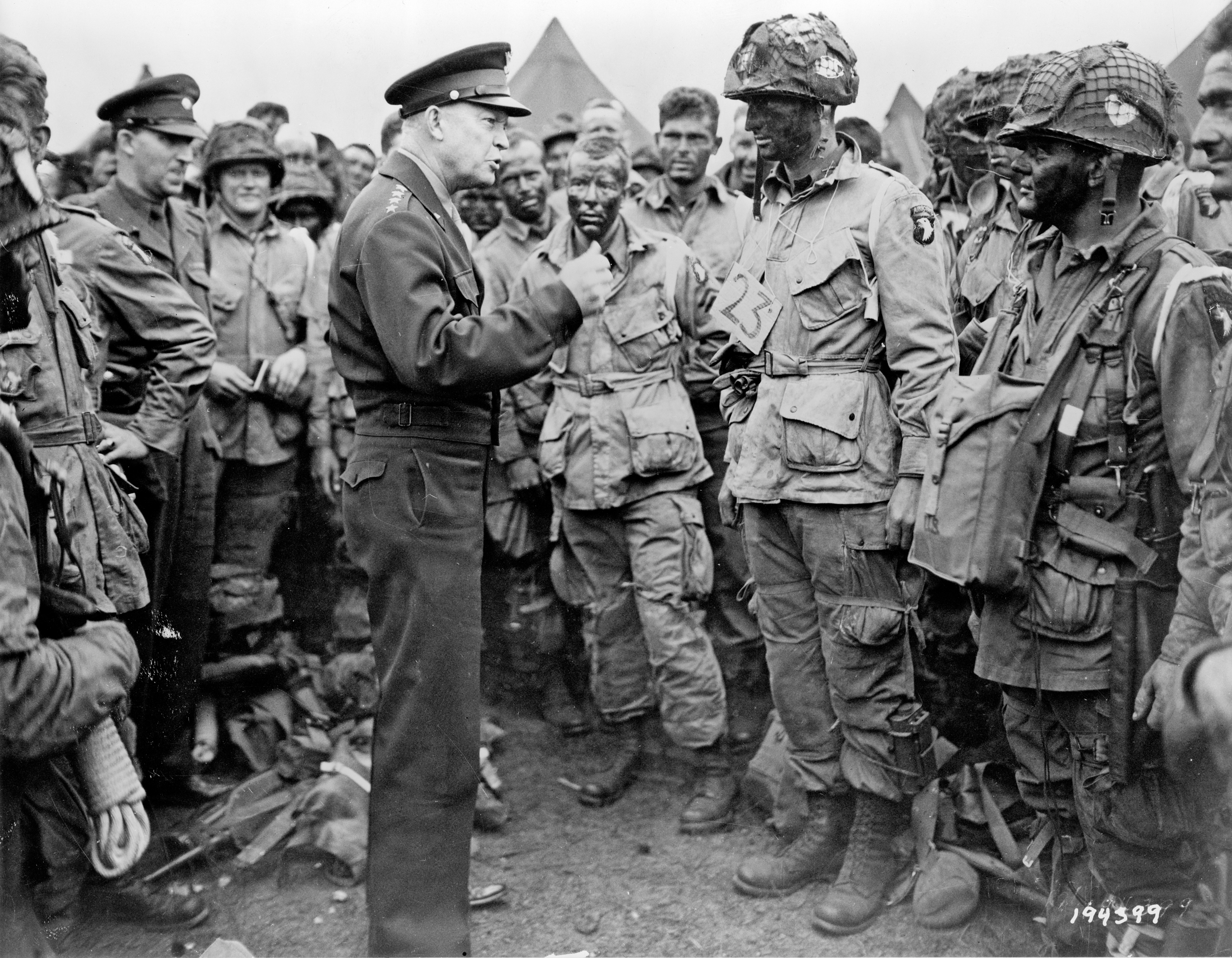
O comandante supremo aliado, Dwight D. Eisenhower, falando com o primeiro tenente Wallace C. Strobel e os homens da Companhia E, 2º Batalhão do 502º Regimento de Infantaria de para-quedistas pouco antes do Dia D, em 5 de junho de 1944, no Greenham Common Airfield, Inglaterra. O batalhão de Strobel foi um dos primeiros a saltar na Normandia.

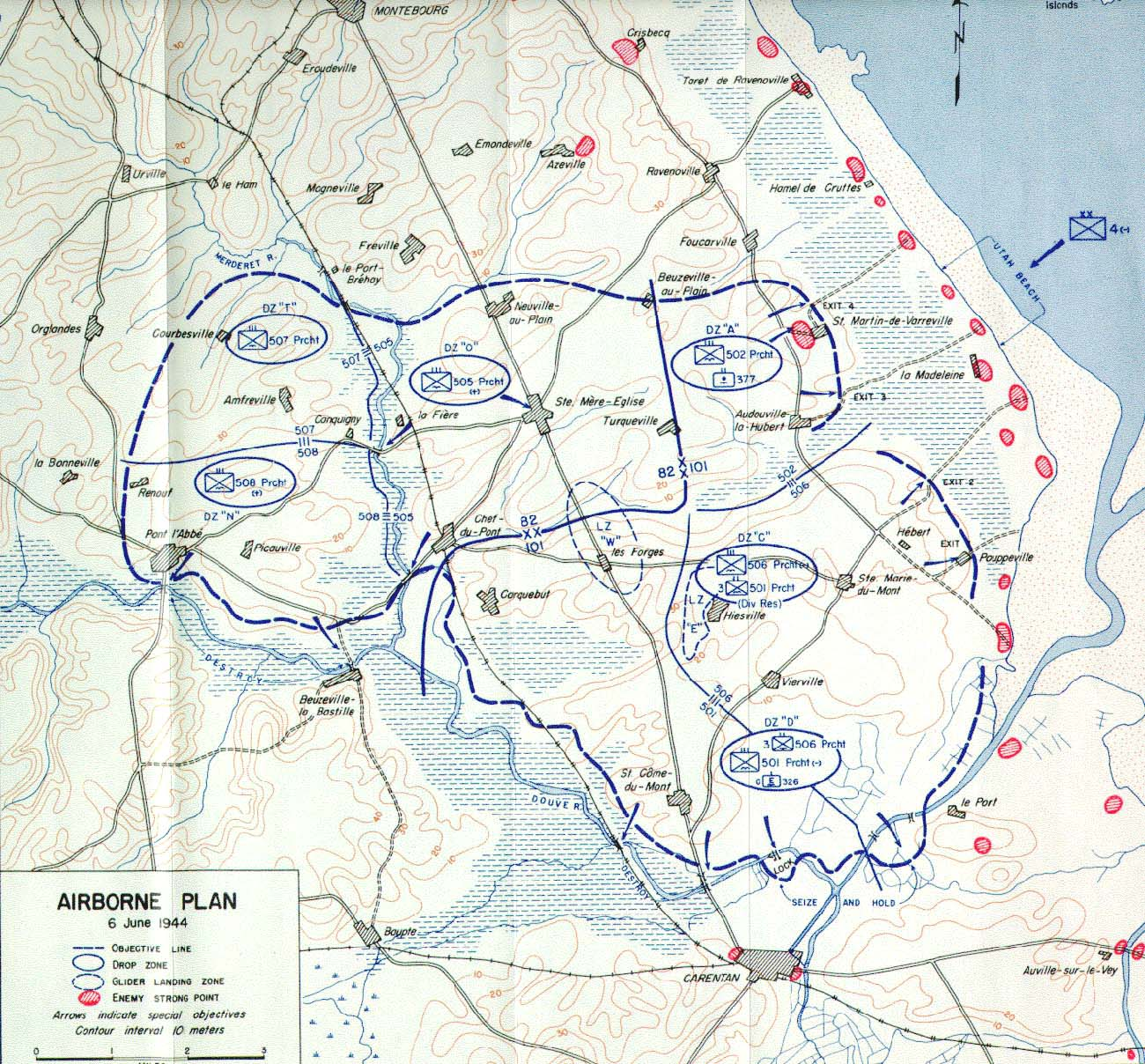
Zonas de salto de paraquedistas e desembarque de planadores na Península do Cotentin planejadas para o Dia D, 6 de junho de 1944.

O Dia D em Utah começou as 01:30h da madrugada, quando unidades americanas de paraquedistas das 82ª e 101ª Divisões Aerotransportadas e planadores militares foram lançados na Normandia, mais especificamente no canto sudeste da Península do Cotentin, com o objetivo principal de capturar a crucial encruzilhada de Sainte-Mère-Église, capturar pontes intactas ao longo do rio Merderet, assumir posições estratégicas para prevenir o reforço alemão, inutilizar uma bateria costeira em Saint-Martin-de-Varreville, capturar a eclusa do rio Douve em La Barquette (ao lado Carentan) e garantir as quatro saídas atrás da praia de Utah para que a 4ª Divisão de Infantaria pudesse avançar rapidamente após desembarcarem.
Outro objetivo crucial para os paraquedistas americanos da 101ª Divisão Aerotransportada era tomar a cidade de Carentan, para consolidar as cabeças de praia de Utah e Omaha. Embora os paraquedistas tenham conquistado seus objetivos com certa facilidade, muitas unidades aerotransportadas foram lançadas longe de seus objetivos e nos lugares errados devido ao mal tempo e ao fogo antiaéreo, e não conseguiram se mover para os pontos pré-determinados até o fim do primeiro dia. A locomoção foi dificultada pelos pântanos e campos inundados pelos alemães e muitos planadores foram danificados durante o pouso por postes de madeira fincados no chão. No desembarque em si, a infantaria e os tanques americanos vieram em quatro ondas a partir das 06:30h da manhã, e tomaram a praia e as regiões vizinhas rapidamente, sofrendo poucas baixas. Enquanto isso, os engenheiros começaram a limpar os obstáculos e as minas na costa, pouco antes dos reforços serem desembarcados também. Ao fim do primeiro dia de operações, os Aliados haviam capturado apenas metade da área que pretendiam, com várias tropas alemães ainda segurando algumas boas posições defensivas, mas as cabeças de praia estavam completamente seguras.
A 4ª Divisão de infantaria do exército americano desembarcou 21 000 homens em Utah no primeiro dia e sofreram 197 baixas. Os quase 14 000 paraquedistas que foram lançados viram os combates mais intensos, sofrendo 2 500 baixas (entre mortos, feridos ou desaparecidos). Cerca de 700 homens das unidades de engenharia, de tanques e da marinha foram mortos ou feridos por fogo inimigo. As baixas alemãs são desconhecidas, mas presume-se que tenham sido bem altas. A importante cidade de Cherbourg foi tomada apenas em 30 de junho, após três semanas de intensos combates. Antes de recuarem os alemães danificaram todos os portos na costa, atrasando o progresso Aliado. Os portos só voltaram a ficar operacionais em setembro.

## Fotos

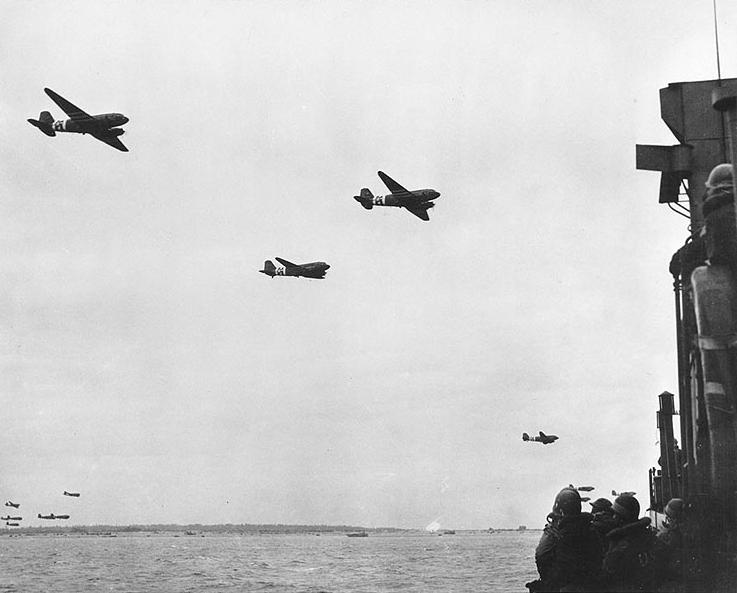
Aeronaves de transporte Douglas C-47 Skytrain da Força Aérea dos EUA voam baixo sobre uma LCI (L) da Guarda Costeira dos EUA na praia de Utah.
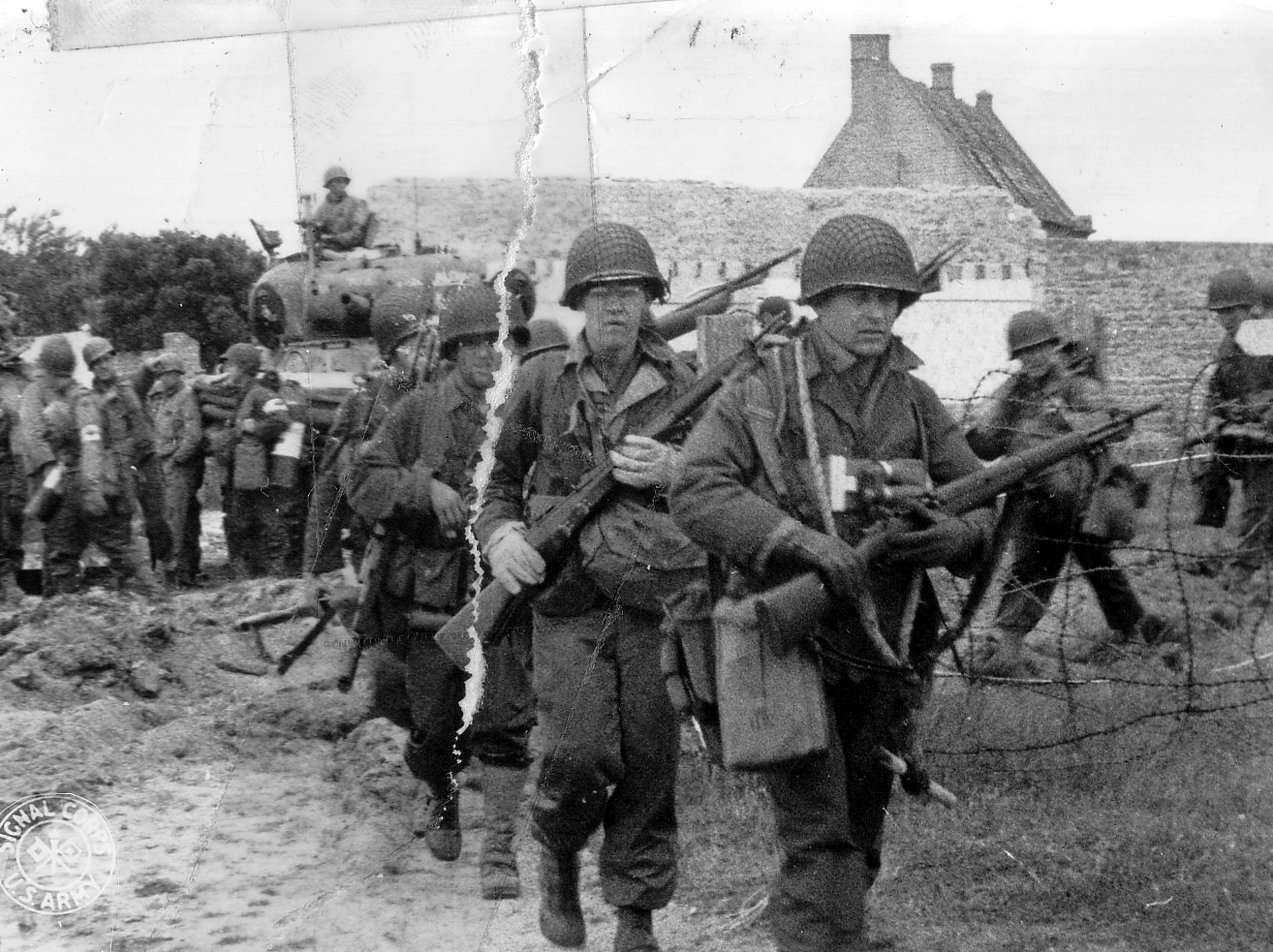
Soldados e blindados americanos em Utah.
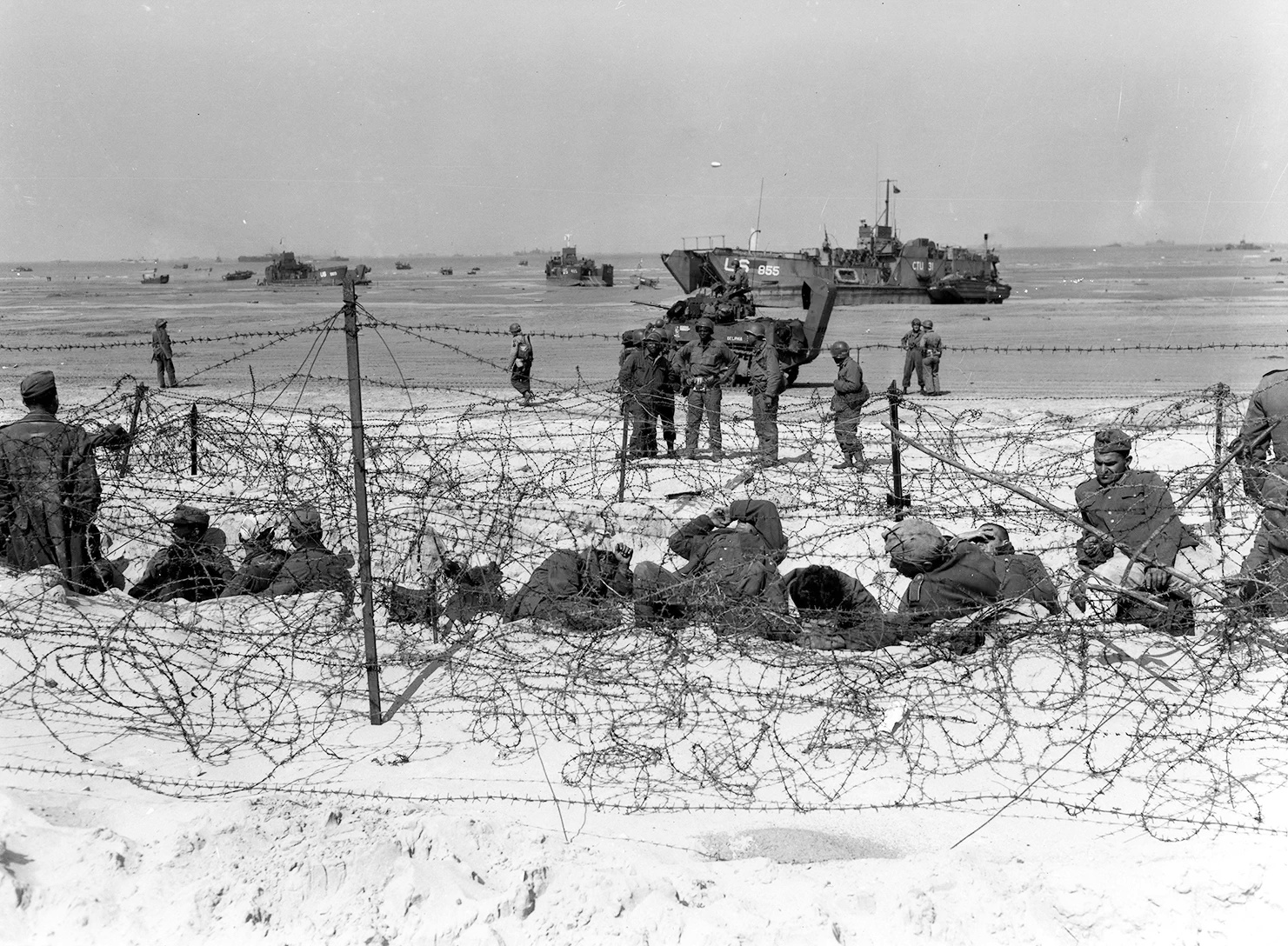
Prisioneiros alemães sentados na praia em um cercado de arame farpado após os americanos conquistarem a região.
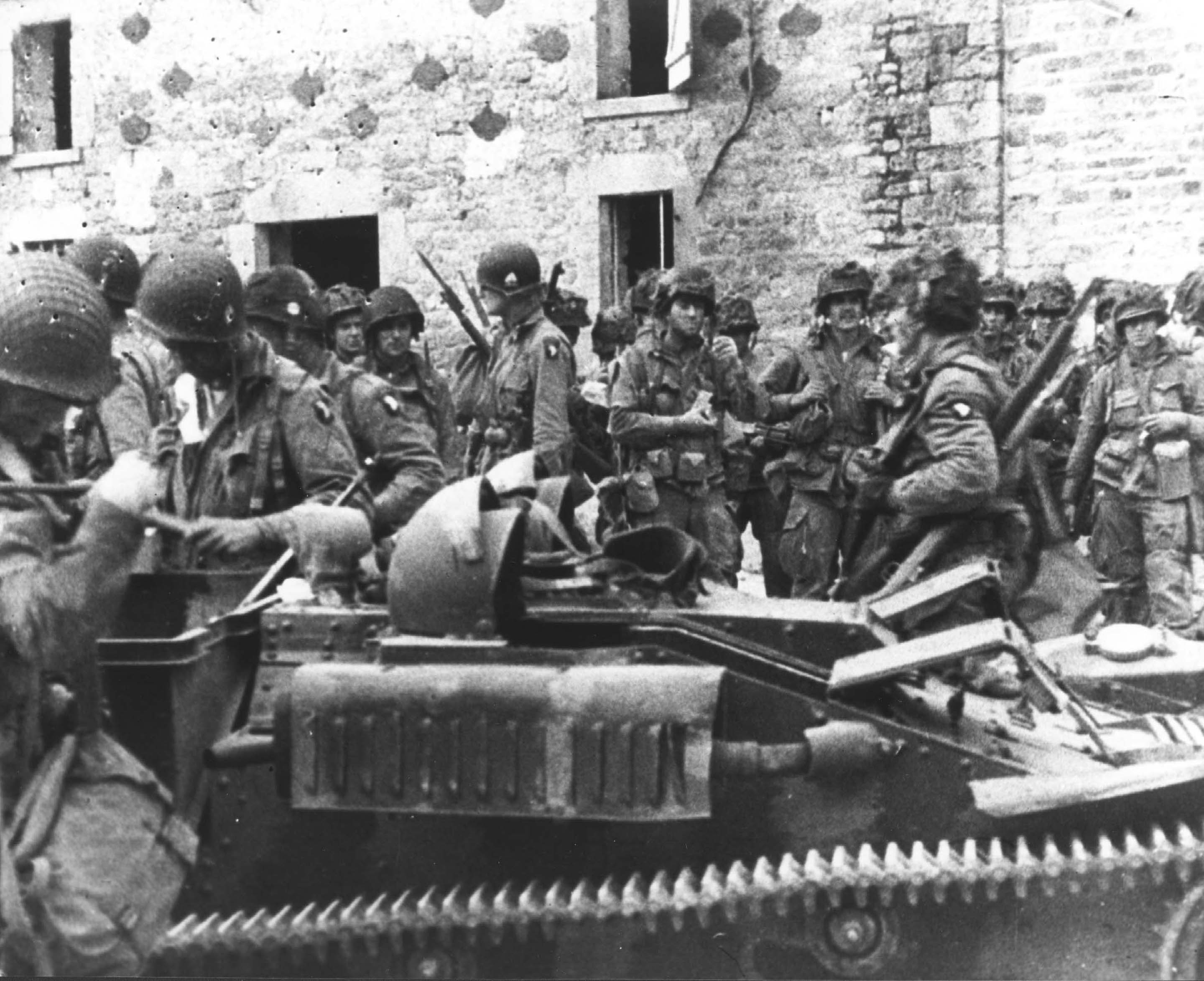
Membros da 101ª Divisão Aerotransportada se reúnem em Ravenoville, 6 de junho de 1944.